# Pharyngitis

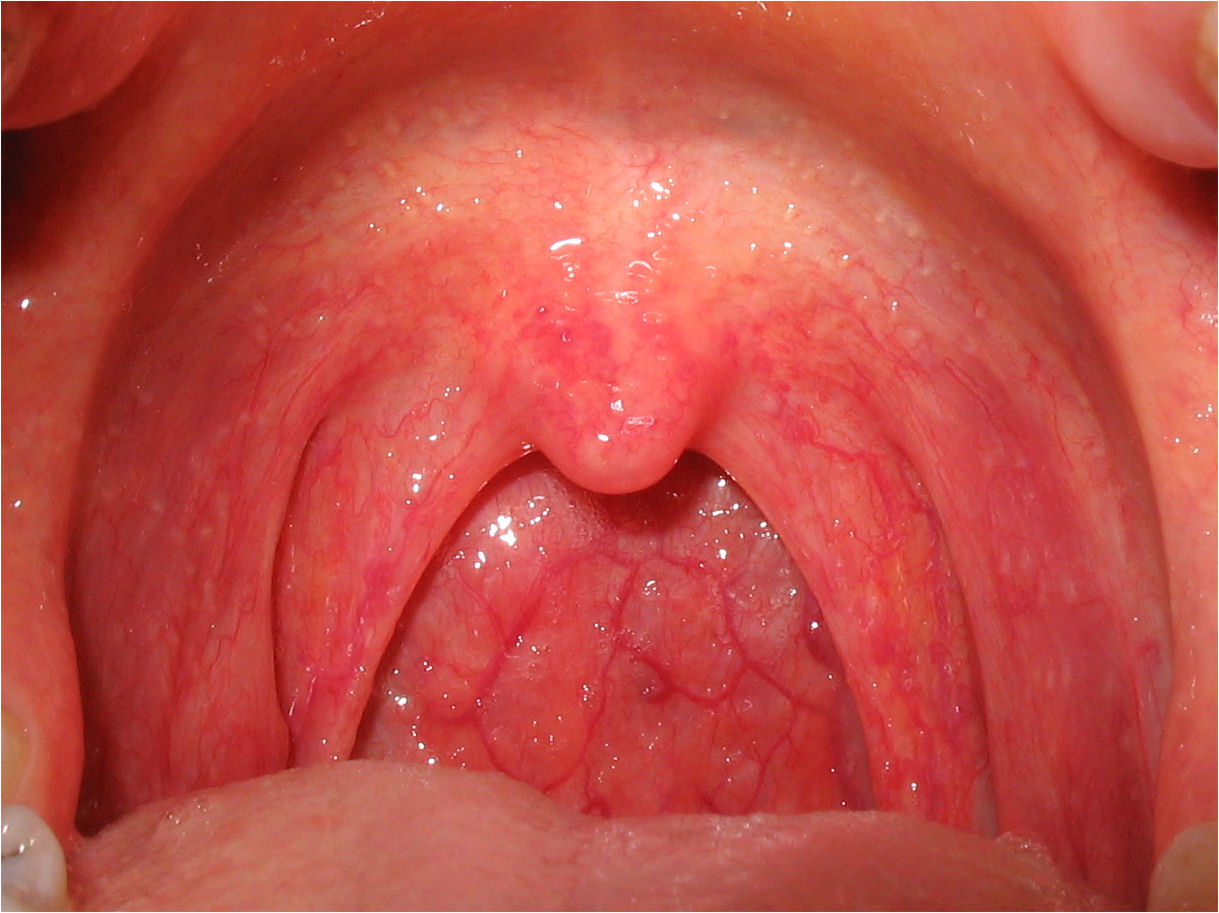
Pharyngitis (viral)

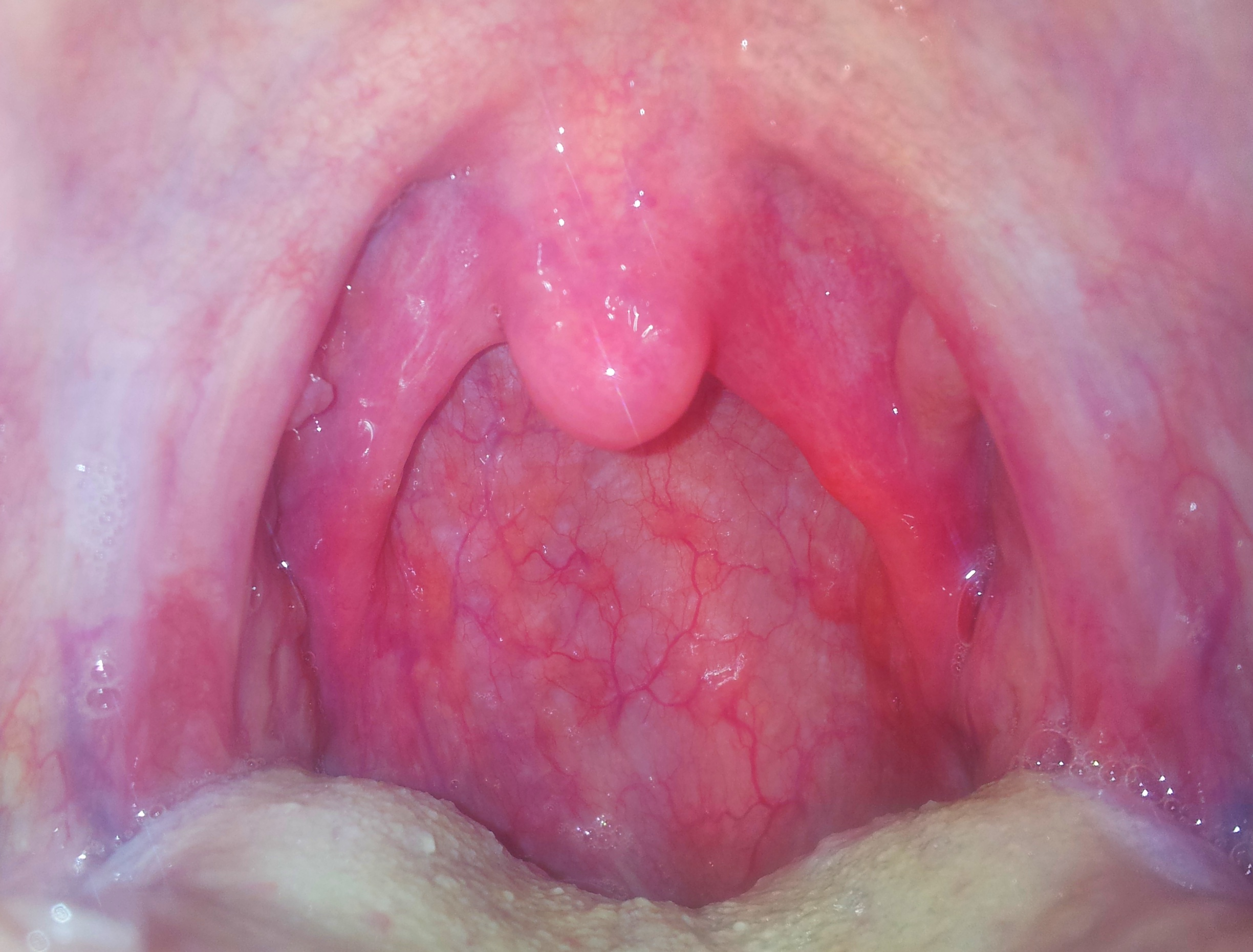
Einseitige Pharyngitis

Eine Rachenentzündung (griechisch Pharyngitis; aus altgriechisch φάρυγξ phárynx + -ίτις -itis), auch Rachenkatarrh genannt, ist eine Entzündung der Rachenschleimhaut. Sie tritt im Rahmen entzündlicher Prozesse im Hals-Rachen-Bereich in Erscheinung.

## Ätiologie
Die Pharyngitis ist eine der häufigsten Erkrankungen. Von 1000 Patienten, die zum Arzt gehen, zeigen etwa 200 die Symptome einer Pharyngitis. Sie ist einer der häufigsten Beratungsanlässe in einer allgemeinmedizinischen Praxis.
Die häufigste Ursache für eine Entzündung des Rachens ist eine virale Infektion oft im Rahmen eines grippalen Infekts. Davon muss man die potenziell bedrohlichere bakterielle Infektion unterscheiden.

### Nichtbakterielle Entstehung
Die mit einer Erkältung einhergehende Pharyngitis ist meist von den typischen Viren der Atemwege (Influenza-, Parainfluenza-, Adeno- oder Coronaviren) verursacht; seltene Erkrankungsursache können aber auch andere Viren wie Herpes-Simplex-, Coxsackie- oder Echoviren sein. Daneben können Viren, die zum Teil systemische Erkrankungen hervorrufen, wie Epstein-Barr-, Cytomegalie-, Masern-, Pocken- oder Rötelnviren eine Pharyngitis hervorrufen.

### Entstehung durch Bakterien
Bakterien sind seltener Ursache für eine Pharyngitis. Oft sind dann β-hämolysierende Streptokokken mitbeteiligt. Es können Halsschmerzen mit einhergehenden Schluckbeschwerden auftreten, wobei weitere Symptome wie Fieber, Glieder- und Kopfschmerzen hinzu kommen können. Der Rachen und Gaumen und die regionären Lymphknoten sind gerötet, geschwollen und druckschmerzhaft. Kinder, die weitaus häufiger betroffen sind als Erwachsene, klagen oft auch über Übelkeit und Bauchschmerzen.

Diagnostische Kriterien der Streptokokken-Pharyngitis werden meist angegeben mit: Fieber höher als 38,5 °C, Stippchen bzw. Exsudate auf den Tonsillien, Petechien der Uvula und Rachenmukosa, vergrößerte und schmerzhafte submandibuläre Lymphknoten, Abwesenheit meist viral bedingter Zeichen wie Konjunktivitis, Husten, Durchfall.
Zu Komplikationen siehe Tonsillitis#Komplikationen.

## Klinische Formen

### Pharyngitis atrophicans et sicca
Es kommt zum Austrocknen der Schleimhaut (lat. sicca ‚trocken‘). Im Hals werden Borken sichtbar. Außerdem vermindert sich das Lymphgewebe (Atrophie). Dieses Gewebe dient der primären Infektabwehr, über Nase oder Mund aufgenommene Erreger werden in den Lymphgeweben abgefangen und abgebaut. Im Rachenbereich bezeichnet man die lymphatischen Organe als Mandeln.

### Pharyngitis sicca
Es kommt zum Austrocknen der Schleimhaut. Menschen, die ständig austrocknenden Noxen ausgesetzt sind, wie z. B. Raucher und Straßenarbeiter, können vermehrt Beschwerden zeigen.

### Seitenstrangangina (Angina lateralis)
Die Seitenstrangangina (Angina lateralis) ist eine akute Form der Rachenentzündung durch bakterielle Infektion, welche jene Lymphbahnen im Rachenraum befällt, die von der oberen hinteren Rachenwand abwärts verlaufen. Häufige Begleiterscheinungen der Seitenstrangangina sind Ohrenschmerzen (wegen der Nähe zur Eustachischen Röhre), Schluckbeschwerden und Kopfschmerzen. Die Seitenstrangangina tritt vor allem bei tonsillektomierten Patienten auf.

### Laryngopharyngitis
Die Laryngopharyngitis ist eine Kombination aus Rachenschleimhaut- und Kehlkopfentzündung.

## Therapie
Virale Pharyngitiden heilen in der Regel vollständig aus. Bei hohem Fieber, starken Schmerzen und Schluckstörungen kann eine symptomatische Therapie mit fiebersenkenden oder schmerzlindernden Mitteln nötig sein. Pharyngitiden bakteriellen Ursprungs, wie die klassische Seitenstrangangina, werden systemisch mit Antibiotika behandelt.

### Hausmittel
Hilfreich können speichelproduzierende Maßnahmen wie z. B. Bonbonlutschen, die Inhalation oder das Gurgeln mit Salzwasser sein, wodurch die Flimmerhärchen und damit der körpereigene Selbstreinigungsmechanismus der Atemwege angeregt werden. Hausmittel zur begleitenden Behandlung sind lokal anwendbare oder inhalative ätherische Öle wie Teebaum- oder Eukalyptusöl. Diese Wirkstoffe können antibakterielle sowie antivirale Eigenschaften haben. Die unverdünnte Anwendung von Teebaumöl ist jedoch gefährlich, da beim Verschlucken Lungenschäden entstehen können.